# Guadalupe Magueyes
Guadalupe Magueyes är en ort i Mexiko.   Den ligger i kommunen Maltrata och delstaten Veracruz, i den sydöstra delen av landet, 200 km öster om huvudstaden Mexico City. Guadalupe Magueyes ligger 2 265 meter över havet och antalet invånare är 332.
Terrängen runt Guadalupe Magueyes är bergig. Runt Guadalupe Magueyes är det ganska tätbefolkat, med 93 invånare per kvadratkilometer. Närmaste större samhälle är Orizaba, 17,9 km öster om Guadalupe Magueyes. I omgivningarna runt Guadalupe Magueyes växer huvudsakligen savannskog.